# Kgomotso Balotthanyi
Kgomotso Balotthanyi (* 6. April 1956) ist ein ehemaliger botswanischer Mittelstreckenläufer, der sich auf den 1500-Meter-Lauf spezialisiert hatte.

## Sport
Balotthanyi nahm an den Olympischen Sommerspielen 1984 in Los Angeles teil.
Im Wettkampf über 1500 m schied er in den Vorläufen aus.